# Bernhard Karlsberg
Bernhard Karlsberg, Pseudonym: Berg, (* 11. Oktober 1899 in Hamburg; † 18. Januar 1985 in Amsterdam) war ein deutsch-niederländischer Rechtsanwalt und Widerstandskämpfer gegen den Nationalsozialismus.

## Leben
Bernhard Karlsberg wuchs in einer gutbürgerlichen jüdischen Familie auf. Er besuchte das Wilhelm-Gymnasium in seiner Geburtsstadt, das er 1917 mit dem Notabitur verließ. Während des Ersten Weltkriegs leistete er Kriegsdienst und dolmetschte bis 1918 für deutsch-türkische Soldaten in Palästina. Danach studierte er Rechts- und Staatswissenschaften an Universitäten in Kiel, München, Berlin und Hamburg. An der Hamburger Universität promovierte er 1921 zum Doktor der Rechtswissenschaften. Anschließend folgte er dem Beispiel seines Vaters und übernahm wie er eine Stelle bei der Reederei Cunard-Company. Politisch betätigte er sich in der KPD, referierte für die Internationale Arbeiterhilfe und die Marxistische Arbeiterschule.
Nach der Machtübergabe an die Nationalsozialisten betätigte sich Karlsberg im Widerstand. Gemeinsam mit dem ehemaligen Senatspräsidenten Herbert Ruscheweyh verteidigte er politisch Gefangene. Im Januar 1935 entschied die Staatsanwaltschaft des Hanseatischen Oberlandesgerichts, Karlsberg steckbrieflich suchen zu lassen. Der Rechtsanwalt floh über die Schweiz nach Prag, gefolgt von seiner Frau Ilse und den Kindern Rahel, Ruth und Walter. 1937 durfte er mit einer Arbeitserlaubnis in den Niederlanden als Rechtsanwalt tätig werden. Nach dem „Anschluss Österreichs“ an das nationalsozialistische Deutsche Reich kamen Frau und Kinder 1938 nach Amsterdam, wo der Familienvater lebte. Auch die Eltern Karlsbergs und seine Schwiegermutter konnten in die Niederlande ausreisen.
Nachdem die Wehrmacht die Niederlande besetzt hatten, lebte Bernhard Karlsberg ab dem Mai 1940 im Untergrund. Ilse Karlsberg geriet im September 1940 in Haft und wurde in Hamburg aufgrund des Verdachts des Hochverrats angeklagt. Trotz der Einstellung des Verfahrens blieb sie inhaftiert. Im September 1942 wurde sie nach Theresienstadt gebracht, im Oktober 1944 in das KZ Auschwitz verlegt und dort ermordet. Die Eltern und die Schwiegermutter Bernhard Karlsbergs starben im Vernichtungslager Sobibor.
Hanna Lender, die als Freundin der Familie in Prag lebte, unterstützte Bernhard Karlsberg und seine drei Kinder, die überlebten, fortwährend. Karlsberg heiratete Hanna Lendner 1948. Nach dem Ende des Zweiten Weltkriegs arbeitete er erneut als Rechtsanwalt in Amsterdam. Er engagierte sich für die Wiedergutmachung von in den Niederlanden geraubtem Hausrat und Vermögen und erhielt dafür im April 1965 den Titel des Offiziers des Ordens von Oranien-Nassau. 1981 hielt er seine Erinnerungen an die Schulzeit in Hamburg in dem Beitrag Licht und Schatten fest. In einem auf ihn verfassten Nachruf wurde der 1985 verstorbene Rechtsanwalt als „Niederländer aus Überzeugung“ bezeichnet.

## Rehabilitierung
1990 gelangten Angehörige, die in Amsterdam lebten, durch Zufall zu der Erkenntnis, dass Karlsberg im November 1937 nicht nur die deutsche Staatsangehörigkeit, sondern im September 1938 auch den Doktortitel verloren hatte. Daraufhin kam es zu einem eineinhalbjährigen Briefwechsel mit der Hamburger Universität. Auch aufgrund von öffentlichem Druck revidierte die Einrichtung am 6. November 1991 ihre mehr als 50 Jahre zuvor getroffene Entscheidung.